# Kapitan (Slovenska vojska)
Za druge pomene glej Kapitan (poklic)
Kapitan je pomorski častniški vojaški čin v uporabi v Slovenski vojski (SV). Kapitan je tako nadrejen kapitanu bojne ladje in podrejen kontraadmiralu. Pomorski čini Slovenske vojske (in s tem tudi ta čin) so bili uvedeni leta 1995.
Čin je enakovreden činu brigadirja, ki ga uporabljajo častniki pehote oz. vojnega letalstva. V skladu s Natovim standardom STANAG 2116 čin spada v razred O-6.

## Oznaka
Prvotna oznaka čina (1995-2002) je bila ista kot oznaka brigadirja, le da je namesto lipovega lista imela sidro.
Z reformo leto 2002 je bila uvedena nova oznaka čina, ki je sestavljena iz širškega in širokega traku s pentljo.

## Zakonodaja
Kapitana imenuje minister za obrambo Republike Slovenije na predlog načelnika Generalštaba Slovenske vojske.
Vojaška oseba lahko napreduje v čin kapitana, če je s činom kapitana bojne ladje razporejen na dolžnost, za katero se zahteva čin kapitana ter je to dolžnost opravljal najmanj eno leto s službeno oceno »odličen«.
Pogoj za napredovanje v čin kapitana pa je še opravljeno generalštabno vojaško izobraževanje in usposabljanje, katerega izvaja Poveljniško-štabna šola Slovenske vojske.